# Hylaeus porcatus
Hylaeus porcatus là một loài Hymenoptera trong họ Colletidae. Loài này được Snelling mô tả khoa học năm 1980.